# Kunstmuseum

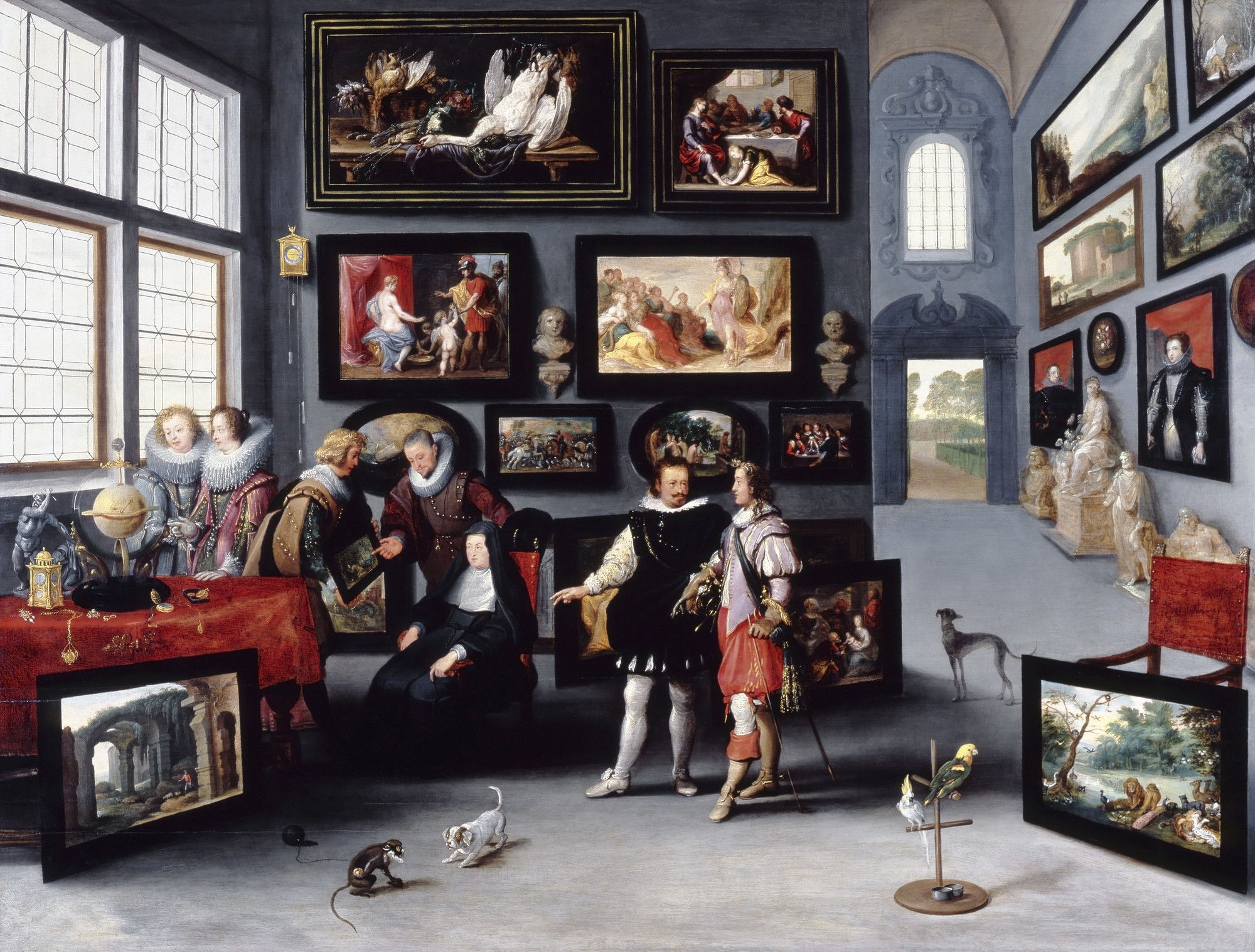
Galeriebilder illustrieren die historischen Vorläufer des Kunstmuseums: Willem van Haecht: Salon der Erzherzogin Isabella (1621)

Ein Kunstmuseum ist ein öffentliches oder privates Museum, in dem Kunstwerke eines oder verschiedener Künstler gesammelt, archiviert und ausgestellt werden. Viele staatliche Kunstmuseen betreiben kunstgeschichtliche Forschung und bemühen sich um die Restaurierung von Kunstwerken.

## Kunstmuseumstypen

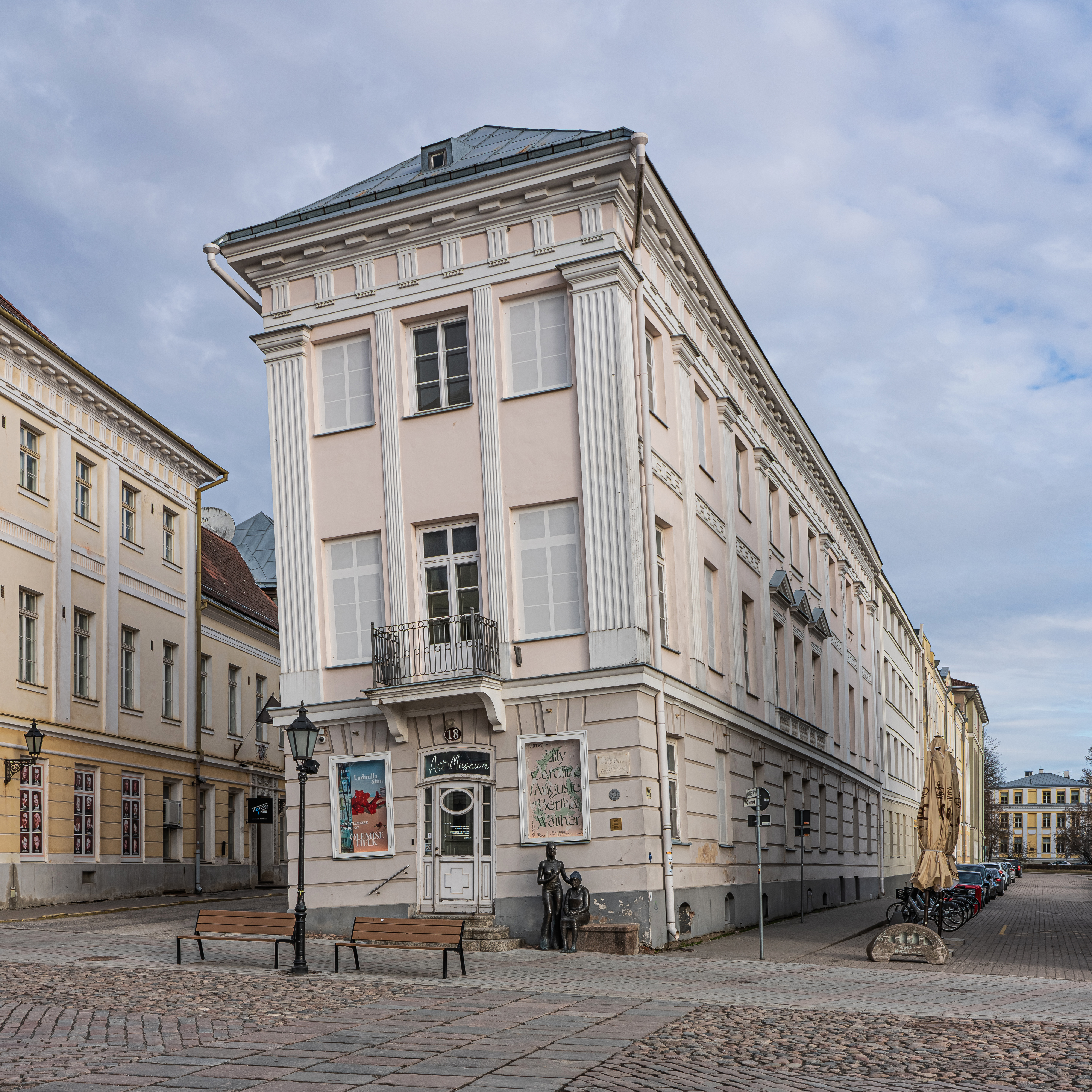
Ausstellungsgebäude des Tartu Kunstimuuseums in Tartu, Estland

Das Berliner Institut für Museumskunde zählt in seiner Museumsstatistik Museen mit den folgenden Sammlungsgebieten als Kunstmuseen: Kunst und Architektur, Kunsthandwerk, Keramik, Kirchenschätze und kirchliche Kunst, Film, Fotografie.
Befasst sich ein Kunstmuseum nur mit dem Œuvre eines einzelnen Künstlers bzw. einer einzelnen Künstlerin, wird von einem Künstlermuseum gesprochen. Ein Kunstmuseum, das nur Gemälde sammelt und ausstellt, wird auch als Pinakothek oder Gemäldegalerie bezeichnet. Unter Galerie wird jedoch in der heutigen Zeit meist ein Verkaufsraum für Kunstobjekte verstanden. Eine Galerie dient demnach im Gegensatz zu einem Kunstmuseum dem Abverkauf der gezeigten Werke an öffentliche oder private Sammler. Einen Rechtsschutz des Begriffes Kunstmuseum gibt es nicht, so dass jeder diesen Begriff verwenden kann.

## Geschichte
Im Mittelalter sammelten kirchliche Einrichtungen wertvolle liturgische Geräte und Kunstwerke. Die gesammelten Objekte stellen die Basis für die heutigen Domschatzmuseen dar. Seit dem 14. Jahrhundert legten europäische Fürstenhäuser Kunstsammlungen an. Frühformen finden sich im 18. Jahrhundert hauptsächlich als fürstliche Sammlungen, Kunst- und Raritätenkabinette.

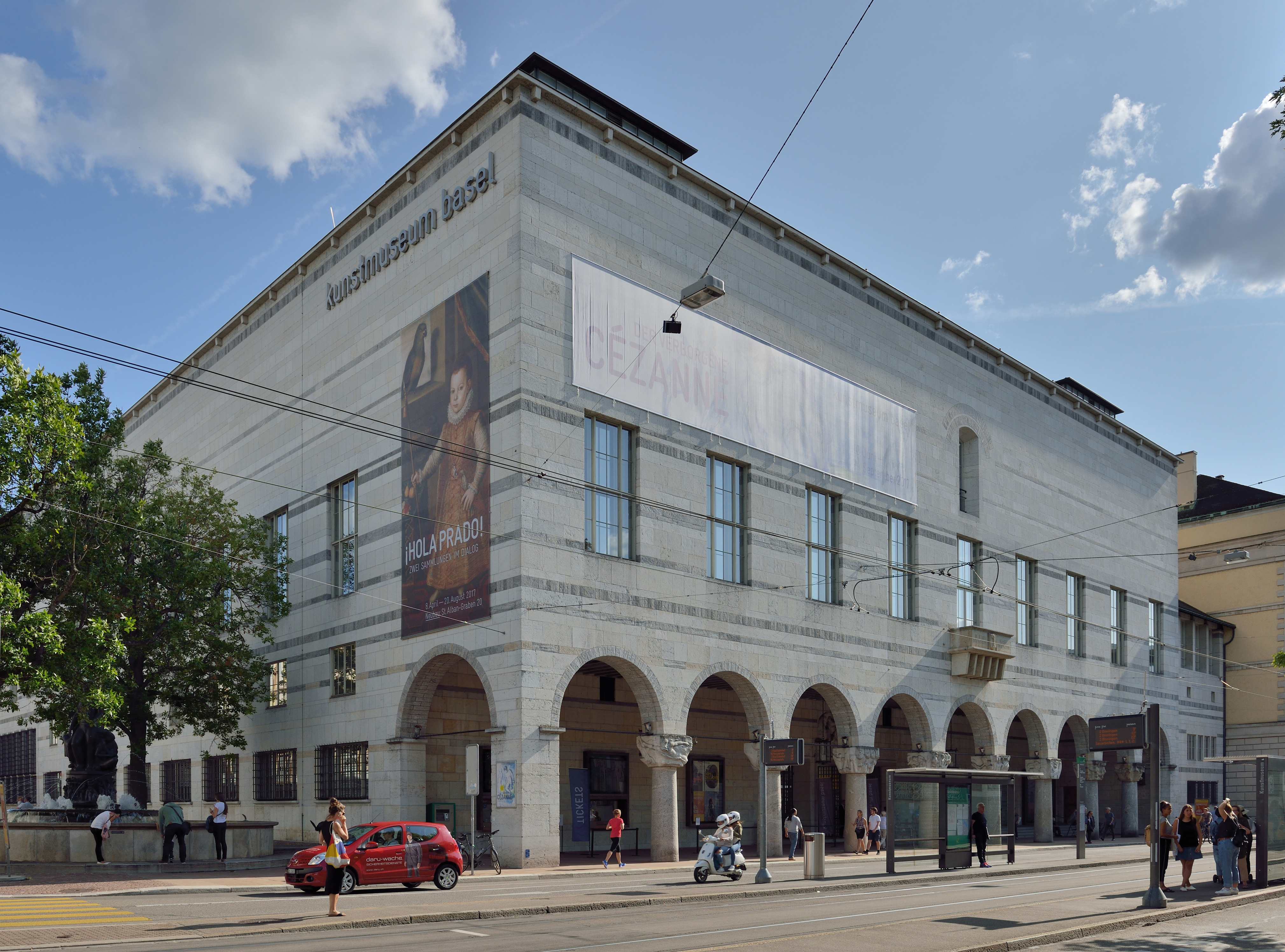
Kunstmuseum Basel, seit 1661 beherbergt es die älteste, öffentlich zugängliche Kunstsammlung Europas

Im Jahr 1661 wurde mit der Schenkung des «Amerbach Kabinetts» eines reichen Mäzenen an die Stadt Basel die erste öffentliche Kunstsammlung Europas eingerichtet, die den Grundstein für das spätere Kunstmuseum Basel, dem wichtigsten und größten Museum seiner Art der Schweiz legen sollte. Hierbei wurde in Basel also ein wichtiger Grundstein für das sogenannte Mäzenatentum gelegt, wo sich wohlhabende und einflussreiche Bürgerinnen und Bürger einer Stadt zum Wohle des Gemeinwesens entweder anonym oder unter vollem Namen für die Förderung der Kunst einsetzen. Das Zeitalter der Revolution und Änderungen der staatsbürgerlichen Ordnungen von 1789 bis 1830 führten zu einer Reihe von neuen Museen und einer Neuorientierung, in der Kunst als Eigentum der Nation betrachtet wurde, z. B. ablesbar an der Geschichte des Louvre in Paris. Mit dem Erstarken des Bürgertums im 19. Jahrhundert entstanden dann städtische Kunstsammlungen in ganz Europa. Zu nennen ist hier vor allem auch der Fall der Stadt Berlin, wo sich das arrivierte Bürgertum unter Anleitung von Kunsthistorikern für die damals noch neue Richtung des Impressionismus zu interessieren begannen, und wodurch zahlreiche Gemälde und Bilder danach in die öffentliche Hand gelangten.
Als eigentliche Gründerzeit der Kunstmuseen gilt der Zeitrahmen von 1830 bis 1880 („Museumszeitalter“), woran sich danach Museen für Moderne Kunst anschließen.
Unter musealen und städteplanerischen Gesichtspunkten bedeutend waren und sind die folgenden Museumsneugründungen: 1743 die Uffizien (Medici-Sammlung) in Florenz, 1775 die Erweiterung des Museo Pio-Clementino durch Pius VI. (heute in den Vatikanischen Museen), 1800 das Musée Napoléon in Paris (heute Musée du Louvre), das 1808 gegründete, jedoch erst 1877/85 durch den Architekten Pierre Cuypers mit einem Museumsbau versehene Rijksmuseum in Amsterdam, die 1816 durch Kronprinz Ludwig von Bayern initiierte, jedoch erst 1830 nach Plänen des Architekten Leo von Klenze fertiggestellte Glyptothek in München, das 1817 gegründete, mit eigenem Museumsbau 1878 versehene Städelsche Kunstinstitut, kurz Städel, in Frankfurt am Main, 1819 das Museo del Prado in Madrid, 1824 das Wallraf-Richartz-Museum in Köln, die 1824 gegründete, jedoch erst 1832 bis 1838 errichtete National Gallery in London, das 1825 bis 1828 von dem Architekten Karl Friedrich Schinkel erbaute Alte Museum in Berlin, 1836 die Alte Pinakothek in München sowie die 1839 bis 1852 ebenfalls von Leo von Klenze erbaute Neue Eremitage in Sankt Petersburg.
Es folgten 1842 bis 1845 das Museum Ferdinandeum in Innsbruck, 1844 bis 1849 das Kunstmuseum Basel, die 1846 bis 1853 nach Plänen des Architekten Friedrich von Gärtner erbaute Neue Pinakothek in München, die 1847 bis 1849 errichtete Kunsthalle Bremen, die 1855 eröffnete Gemäldegalerie Alte Meister in der Sempergalerie in Dresden, 1855 die Smithsonian Institution in Washington, D.C., die 1863 bis 1869 errichtete Kunsthalle Hamburg, die 1893 eröffnete, jedoch bereits auf das Jahr 1851 zurückgehende Tretjakow-Galerie in Moskau.
1867 bis 1876 wurde die Nationalgalerie Berlin (heute Alte Nationalgalerie) errichtet, in Chicago folgte 1879 das Art Institute of Chicago, 1879 das Kunstmuseum Bern, 1880 das Metropolitan Museum of Art in New York am heutigen Standort, in London 1897 die Tate Gallery, das von 1898 bis 1902 in Moskau errichtete Puschkin-Museum sowie 1902 das Museum Folkwang in Hagen.
In Japan wurde im Jahr 1877 in Tokio das erste Kunstmuseum eröffnet und mit dem dafür eigens geschaffenen Wort „bijutsukan“ bezeichnet. Dabei handelte es sich zunächst um eine temporäre Verkaufsausstellung für zeitgenössische Kunst nach dem Vorbild des Pariser Salons. Institutionen, die Kunst nicht nur ausstellen, sondern auch sammeln, entstanden in Japan erst nach dem Zweiten Weltkrieg.
Im 20. Jahrhundert entwickeln sich dann neue Ausstellungskonzepte, z. B. White Cube und daran orientierte Kunstmuseumsarchitektur, im 21. Jahrhundert bis hin zum Verzicht auf Räumlichkeiten als virtuelle Kunstmuseen. 

### Italien
Die Medici sammelten in Florenz neben antiken Kunstwerken auch zeitgenössische Kunst und schufen mit ihren Erwerbungen den heutigen Kernbestand der Uffizien. Auf den Bogengang des Obergeschosses der Uffizien, der galleria, geht der Begriff Galerie zur Bezeichnung von Gemäldegalerien und Kunstmuseen zurück.

### Österreich und Tschechien
Kaiser Rudolf II. (HRR) trat in Prag als bedeutender Kunstsammler und Mäzen in Erscheinung. Seine Kunstsammlung ist legendär und war die größte ihrer Zeit. Nach der Plünderung Prags im Jahr 1648 wurde sie in alle Welt zerstreut. Ein Teil dieser Kunstsammlung bildet heute den Grundstock der Brueghelsammlung des Kunsthistorischen Museums in Wien.
Manche Werke der rudolfinischen Sammlung blieben jedoch in Prag und befinden sich heute im Besitz der Gemäldegalerie der Prager Burg und der Nationalgalerie Prag, die 1796 vom böhmischen Adel als Gemäldegalerie der Gesellschaft patriotischer Freunde der Kunst gegründet wurde.

### Deutschland
Als erster selbständiger Galeriebau ist die zwischen 1709 und 1712 errichtete Gemäldegalerie Düsseldorf anzusehen, die somit einen eigenständigen Bautyp des Kunstmuseums schuf.

### Russland
Als absolutistische Herrscherin begründete Zarin Katharina II. in Sankt Petersburg im Jahr 1764 die Eremitage.

### Frankreich
Die von Napoleon Bonaparte veranlasste Säkularisation kirchlicher Besitztümer brachte den Kunstmuseen (z. B. Musée du Louvre) einen Zuwachs an Kunstobjekten.